# بابلو سيرانو
بابلو سيرانو (بالإسبانية: Pablo Serrano)‏ هو نحات إسباني، ولد في 10 مارس 1908 في Crivillén ‏ في إسبانيا، وتوفي في 26 نوفمبر 1985 في مدريد في إسبانيا.